# 埼玉県立熊谷農業高等学校
埼玉県立熊谷農業高等学校（さいたまけんりつ くまがやのうぎょうこうとうがっこう）は、埼玉県熊谷市大原にある公立農業高等学校。「熊農」（くまのう）と略す。

## 設置学科
- 全日制
  - 生物生産技術科
  - 生物生産工学科
  - 食品科学科
  - 生活技術科

## 沿革
- 1902年6月2日 - 前身の埼玉県立甲種熊谷農学校が開設
- 1903年3月26日 - 埼玉県立熊谷農学校と校名改称
- 1947年4月1日 - 学制改革により埼玉県立熊谷農業高等学校となる
- 1952年1月29日 - 創立50周年記念式典挙行
- 1953年9月15日 - 文部省産業教育研究指定校に指定される。
- 1963年5月10日 - 創立60周年記念式典挙行
- 1970年5月1日 - 文部省生徒指導研究指定校に指定される。
- 1973年6月1日 - 創立70周年記念式典挙行
- 1982年11月21日 - 創立80周年記念式典挙行
- 1992年11月11日 - 創立90周年記念式典挙行
- 1994年12月20日 - 大韓民国光州農業高等学校との姉妹校締結調印式挙行。
- 1995年4月1日 - 食品化学科を食品科学科と改称。

## 交通
- 熊谷駅より徒歩30分
- 朝日バス熊谷駅－妻沼仲町経由－太田駅・西小泉駅・妻沼聖天前・（東武CITY）妻沼 各線：気象台入口停留所または西箱田停留所下車、徒歩10分

## その他
- 毎年4月の第4週土曜日に、生徒が育てた農産物を「グリーンフェスティバル」の名で販売している。誰でも自由に入れ、近所から大勢の主婦が買い求めに来る。
- 毎年8月下旬から9月上旬の間に、宮内庁へ生物生産工学科の代表生徒が「鈴虫献上」を行っている。(宮内庁へ生きている動物を献上しているのは全国で熊谷農業高校のみ)
- 部活動にも力を入れていて弓道部や写真部、書道部などが優秀な成績を残している。

## 姉妹高
大韓民国光州農業高等学校

## 著名な出身者
- 橋本敬司 - 元プロ野球選手
- 荒井松司 - 元上尾市長
- 石井博 - 早稲田大学名誉教授
- 岩崎正男 - 元桶川市長

竜前三郎　叙勲 H12年秋・勲二等瑞宝章　H1.7.5 ～ H1.9.3 東京高裁判事
- 埼玉県高等学校一覧
- 日本の農業に関する学科設置高等学校一覧